# Orphnus sinuaticeps
Orphnus sinuaticeps är en skalbaggsart som beskrevs av Rudolph Petrovitz 1971. Orphnus sinuaticeps ingår i släktet Orphnus och familjen Orphnidae. Inga underarter finns listade i Catalogue of Life.